# Heinkel He 49
Хейнкель He 49 (нем. Heinkel He 49) — немецкий истребитель.

## Описание
He 49a был бипланом смешанной конструкции со смещёнными плоскостями и одним V-образным двигателем BMW VI. Этот прототип на испытаниях показал курсовую неустойчивость, поэтому в феврале 1933 года взлетел второй прототип He 49b с удлинённой хвостовой частью фюзеляжа. После первых испытаний с колесным шасси He 49b оснастили спаренными поплавками. Дальнейшие испытания этого самолёта с колесным шасси проводили на третьем прототипе He 49c, который отличался от He 49b мотором BMW VI 6,0ZU с этиленгликолевым охлаждением вместо водяного.